# Yuri Voronoi
Yuri Voronoi, en ukrainien : Юрій Юрійович Вороний  (également translittéré Yuri Voronoï, Yurii Voronyi ou Yurii Voronoy selon les langues ; 9 août 1895 – 13 mai 1961) est un chirurgien ukrainien connu pour avoir réalisé la première tentative de transplantation d'organe interne sur une personne vivante en 1933, bien que le receveur soit décédé peu après à la suite d'un rejet de greffe. Il a fallu attendre Joseph E. Murray pour qu'une opération similaire réussisse.

## Biographie

### Enfance
Voronoi est né le 9 août 1895 dans le village de Zhuravka, qui est situé dans le gouvernorat de Poltava dans l'Empire russe au moment de sa naissance. Ses parents sont Olga Mytrofanivna (née Krytska) et Gueorgui Voronoï, qui est le mathématicien qui a défini le diagramme de Voronoï. Son grand-père, Viktor Bouniakovski, est également un mathématicien réputé qui a travaillé sur la théorie des nombres, en particulier avec la conjecture de Bunyakovsky et l'inégalité de Cauchy-Schwarz Yuri a également trois sœurs (dont Maria) et un frère, son frère Alexandre est un chirurgien qui travaille sur le tractus gastro-intestinal. Sa sœur cadette, Maria Vorona-Vasylenko a précisé que l'éducation dans la famille Voronoi comprenait comme principes de « ne pas se soucier de soi, de la richesse ou même de la célébrité, mais uniquement de la gloire de l'Ukraine ».
Il étudie d'abord au gymnasium de Varsovie, apprenant l'allemand et le polonais, mais lorsque son père décède d'une Néphropathie, la famille retourne dans l'Empire russe et il s'inscrit au gymnasium masculin de Prylouky où il termine ses études.

### Carrière médicale
En 1913, après avoir obtenu son diplôme du gymnasium, il entre à la faculté de médecine de l'université impériale de Saint-Volodymyr à Kiev. Cependant, peu de temps après, ses études sont interrompues par la Première Guerre mondiale et il se porte volontaire pour travailler comme médecin pour le comité régional du sud-ouest du Zemstvo pour les soldats malades et blessés et pour la Croix-Rouge. En 1917, il rejoint l'armée populaire ukrainienne. L'une des batailles auxquelles il participe, notamment, pendant son service militaire, est la bataille de Krouty le 16 janvier 1918, où en faisant partie d'un détachement d'étudiants, il tente d'arrêter l'arrivée des forces russes dirigées par Mikhaïl Artemyevitch Mouraviov en résistant près de cinq heures.
En 1921, après la guerre, il est diplômé de l'université Saint-Volodymyr, rebaptisée Institut médical de Kiev. Il devient étudiant de troisième cycle au département de chirurgie de l'institut. Au cours de ses années de troisième cycle, il fait des expériences dans une clinique, l'hôpital clinique de la ville de Kiev n° 18, sous la direction d'Oleksandr Chernyakhivsky en transplantation rénale. En 1923, il devient assistant au département de chirurgie de Kiev, et en 1926, il termine ses études de troisième cycle et déménage à Kharkiv pour étudier sous la direction de Volodymyr Shamov à l'Université nationale de médecine de Kharkiv. À l'institut de Kharkiv, il s'intéresse à la transfusion sanguine et à la transplantation testiculaire en raison de l'intérêt du département pour celle-ci. Ces recherches était lié au soudain regain d'intérêt de Serge Voronoff après sa tournée européenne et à l'issue de laquelle il déclare que la greffe de testicules de singes aux humains est une thérapie anti-âge. En 1930, au Congrès des physiologistes de toute l'Union, il présente le travail qu'il a effectué à Kharkiv sur une transplantation rénale, qui était attachée au côté droit du cou d'un chien, puis plus tard dans la même période, il présente un rein transplanté avec une structure vasculaire sous la peau du cou.
En 1931, il s'installe à Kherson pour travailler comme médecin-chef à l'hôpital de la ville, ce qui lui permet de prendre en charge les traitements chirurgicaux d'urgence. Là, il devient également directeur de l'Institut médical de production du soir de Kherson où il forme des médecins et dirige le département d'anatomie topographique.

### Chirurgie
Le 3 avril 1933, une femme de 26 ans se présente à l'hôpital de Kherson avec une insuffisance rénale aiguë à la suite de la consommation de chlorure mercurique après une tentative de suicide. Auparavant, le 31 mars 1933, un patient moribond était venu à l'hôpital avec une fracture de la base du crâne.